# Эелик-Кюель
Эелик-Кюель (также Эелик-Кюёль) — горное озеро в в междуречье рек Эелик и Саханья, находится в юго-западной части Сусуманского муниципального округа на западе Магаданской области. Площадь зеркала — 5,62 км², площадь водосбора составляет 33,9 км². Высота над уровнем моря — на отметке 1004,5 м.

## География
Расположено в межгорной депрессии, окружающие горы достигают высоты 1239,8 м над уровнем моря. Город Сусуман находится в 120 км к восток-северо-востоку.
Имеет продолговатую форму, расширяется на северо-западе. Общая длина составляет около 6,7 км километра при максимальной ширине около 1,5 километра в северо-западной части. Береговая линия слабо изрезанная. Берега местами заболочены, местами — покрыты лесом и кустарником. Острова отсутствуют. Вода чистая и прозрачная, глубина значительная. 
Пересыхающий ручей Эелик-Кюель, относящийся к бассейну Колымы, вытекает из озера на юго-востоке. Впадает несколько незначительных ручьёв.
Код озера в Государственном водном реестре РФ — 19010100111119000000017.